# Grey's Anatomy (5.ª temporada)
A quinta temporada do drama médico americano Grey's Anatomy, começou a ser exibida nos Estados Unidos na American Broadcasting Company (ABC) em 25 de setembro de 2008, e terminou em 14 de maio de 2009 com vinte e quatro episódios transmitidos. A temporada segue a história de um grupo de cirurgiões durante sua residência, enquanto eles também lidam com os desafios pessoais e relacionamentos com seus mentores. A quinta temporada teve treze membros regulares, com doze delas voltando da temporada anterior. A temporada foi ao ar no horário das quintas-feiras às 21:00 horas. A temporada foi oficialmente lançada em DVD como box set de sete discos sob o título de Grey's Anatomy: The Complete Fifth Season – More Moments em 9 de setembro de 2009 pela Buena Vista Home Entertainment.

## Produção
A temporada foi produzida pela ABC Studios, pela Mark Gordon Company, ShondaLand, e foi distribuída pela Buena Vista International, Inc. Os produtores executivos foram a criadora Shonda Rhimes, Betsy Beers, Mark Gordon, Krista Vernoff, Rob Corn, Mark Wilding, Joan Rater e James D. Parriott. Os diretores recorrentes foram Rob Corn, Eric Stoltz e Tom Verica.

## Elenco
A quinta temporada teve treze papéis recebendo título de principais, com doze deles retornando da temporada anterior, dos quais oito fazem parte do elenco original da primeira temporada. Todos os treze recorrentes retratam cirurgiões que trabalham no fictício Seattle Grace Hospital. Ellen Pompeo, que interpretou a protagonista Dra. Meredith Grey e narradora da série, uma residente cirúrgica cujas histórias são os pontos focais da série. Sandra Oh atuou como a melhor amiga de Meredith, a residente altamente competitiva Dra. Cristina Yang. A colega residente Dra. Isobel "Izzie" Stevens foi interpretada por Katherine Heigl, cujo relacionamento anterior com o agora falecido paciente Denny Duquette ameaça sua carreira mais uma vez. Enquanto o Dr. Alexander "Alex" Karev foi interpretado por Justin Chambers, que se torna marido de Izzie. T.R. Knight fez o inseguro residente com problemas de autoconfiança, Dr. George O'Malley que se torna residente após passar em seu segundo teste, enquanto Chandra Wilson interpretou a residente-chefe e cirurgiã geral Dra. Miranda Bailey, ex-mentora dos cinco residentes durante o internato. James Pickens, Jr. retratou o médico assistente e cirurgião geral Dr. Richard Webber, que continua seu cargo como Chefe de Cirurgia, apesar de seus antigos desejos de aposentadoria. A cirurgiã ortopédica e residente do quinto ano, Dra. Calliope "Callie" Torres, interpretada por Sara Ramirez, tem que enfrentar a infidelidade do marido e sua inesperada bissexualidade. O cirurgião plástico, Dr. Mark Sloan foi interpretado por Eric Dane, que começa um relacionamento com a estagiária Dra. Lexie Grey, a meia-irmã de Meredith interpretada por Chyler Leigh. Brooke Smith apareceu em sete episódios como a cirurgião cardiotorácico, Dra. Erica Hahn, interesse amoroso de Callie, que eventualmente renuncia e se afasta. Patrick Dempsey interpretou o neurocirurgião, o Dr. Derek Shepherd, cujo relacionamento com Meredith Grey é o enredo principal da série.
Embora originalmente introduzido como um personagem recorrente na estreia da temporada, o cirurgião de trauma Dr. Owen Hunt foi promovido a uma série regular no décimo quarto episódio da temporada "Beat Your Heart Out". Ele foi retratado por Kevin McKidd e foi concebido como um interesse amoroso para a residente Cristina Yang. Originalmente só assinou o programa até dezembro de 2008, quando Kevin McKidd foi atualizado para o estado regular após de aparecer em cinco episódios. Shonda Rhimes disse: "Estou animada por ter Kevin McKidd se juntando a nós para a temporada, ele tem sido uma delícia para colaborar e traz incrível paixão, talento e criatividade para o seu trabalho." Semanas depois da primeira aparição de Hunt no programa, Matt Roush da TV Guide comenta que "Hunt/McKidd é a coisa mais encorajadora que aconteceu com Grey's Anatomy em um bom tempo". Robert Rorke, do New York Post, afirma que McKidd foi trazido como Hunt para "aumentar" da audiência do programa. Kelley L. Carter, do USA Today, descreve Hunt como "hardcore" e "a antítese dos outros machos do programa".
Inúmeros personagens coadjuvantes receberam apresentações expansivas e recorrentes na história progressiva, incluindo: Melissa George como Sadie Harris, Kimberly Elise como a Dra. Jo Swender, Jessica Capshaw como a Dra. Arizona Robbins, Amy Madigan como a Dra. Wyatt, Mary McDonnell como a Dra. Virginia Dixon, Eric Stoltz como William Dunn, Jennifer Westfeldt como Jen Harmon, Ben Shenkman como Rob Harmon, Shannon Lucio como Amanda e Samantha Mathis como Melinda. Jeffrey Dean Morgan reapareceu como o falecido Denny Duquette nas alucinações de Izzie devido a um tumor no cérebro. Kate Walsh voltou ao programa como convidada especial com a personagem Dra. Addison Montgomery junto com outros atores de Private Practice, Audra McDonald, interpretando Naomi Bennett, Taye Diggs no papel de Sam Bennett e Grant Show interpretando o Dr. Archer Montgomery. Tyne Daly também apareceu recebendo uma participação especial no papel de Carolyn Maloney Shepherd, mãe de Derek, enquanto Héctor Elizondo apareceu como Carlos Torres, pai de Callie.

### Elenco principal
- Ellen Pompeo como a Dra. Meredith Grey
- Sandra Oh como a Dra. Cristina Yang
- Katherine Heigl como a Dra. Izzie Stevens
- Justin Chambers como o Dr. Alex Karev
- T.R. Knight como o Dr. George O'Malley
- Chandra Wilson como a Dra. Miranda Bailey
- James Pickens Jr. como o Dr. Richard Webber
- Sara Ramirez como a Dra. Callie Torres
- Eric Dane como Dr. Mark Sloan
- Chyler Leigh como a Dra. Lexie Grey
- Brooke Smith como a Dra. Erica Hahn (até o sétimo episódio)
- Kevin McKidd como o Dr. Owen Hunt (a partir do episódio 14)
- Patrick Dempsey como o Dr. Derek Shepherd

## Recepção
Enquanto poucos críticos pesaram em seu ponto de vista na quarta temporada, vários tiveram opiniões sobre a quinta. Alan Sepinwall, do Newark Star-Ledger, disse: "No geral, realmente se parece mais com os bons e velhos tempos do que o de Grey's há muito tempo", referindo-se à quinta temporada. Também em relação à quinta temporada, Misha Davenport do Chicago Sun-Times disse que "a estréia de Tonight bate em todas as coisas que o programa faz tão bem. Há romance, mágoa, humor e alguns momentos que levam os fãs às lágrimas." Robert Bianco, do USA Today, disse: "Felizmente, agora parece ter chegado a terra firme, com seu melhor conjunto e histórias mais envolventes em anos" sobre a sétima temporada da série. Chandra Wilson ganhou o "NAACP de melhor atriz em uma série de drama" de 2008 por sua interpretação da Dra. Miranda Bailey durante a temporada.
O retorno do falecido noivo de Izzie, Denny, e a retomada de seu romance durante a temporada também se mostraram impopulares entre os fãs, e foi considerado "o pior enredo do mundo" por Mary McNamara, do Los Angeles Times. McNamara também criticou o episódio "Now or Never", que viu Izzie sofre uma parada cardíaca após a neurocirurgia, opinando que Izzie deveria morrer. O episódio em que Izzie se casou com seu amor a longo prazo Alex recebeu 15,3 milhões de telespectadores, a maior audiência naquela noite.
O enredo de câncer de Izzie recebeu uma resposta mista da comunidade médica. Otis Brawley, diretor médico da American Cancer Society, comentou que as opções de tratamento de Izzie eram irrealistas. Considerando que no programa foi oferecida a droga interleucina 2, na realidade, a droga nunca é recomendada para pacientes quando o melanoma se espalhou para o cérebro, pois pode causar sangramento e derrames. Brawley explicou que para tais pacientes seriam oferecidos radiocirurgia. Por outro lado, Tim Turnham, diretor executivo da Melanoma Research Foundation, elogiou a série por aumentar a conscientização pública sobre o melanoma, afirmando: "Congratulamo-nos com os holofotes nacionais que Grey's Anatomy criou para o melanoma e seus esforços para incentivar os espectadores a aprenderem mais sobre a importância da prevenção, detecção precoce e pesquisa."

## Episódios
| N.º na série | N.º na temp. | Título                                      | Dirigido por             | Escrito por              | Exibição original       | Audiência (milhões) |
| --- | ------------ | ------------------------------------------- | ------------------------ | ------------------------ | ----------------------- | ------------------- |
| 79 80 | 1 2          | "Dream a Little Dream of Me"                | Rob CornMichael Pressman | Shonda Rhimes            | 25 de setembro de 2008  | 18.30               |
| Um médico do traumatismo militar, Owen Hunt, desperta o interesse de Cristina por seus métodos pouco ortodoxos de tratamento. Quando Webber percebe que Hunt está sangrando, ele atribui Cristina para tratá-lo. Meredith e Derek tentam trabalhar em seu "felizes para sempre", mas Meredith é atormentado por um pesadelo recorrente em que Derek morre. O ER está cheio de vítimas de acidente de carro devido a uma tempestade de neve. Os atendimentos estão estressados com o número do ranking nacional do hospital se degradando para doze. O relacionamento profissional de Derek com Rose leva um sucesso após a separação. Lexie fica chocada ao descobrir que Meredith dormiu com George, especialmente devido a seus sentimentos em relação a ele. Mark descobre os sentimentos de Lexie por George. Uma atmosfera estranha entre Erica e Callie resulta do beijo deles. Depois de uma discussão com Meredith, Cristina escorrega no gelo do lado de fora da entrada do pronto-socorro e um pingente de gelo cai e a empala. Primeira aparição do Dr. Owen Hunt Cristina fica irritada quando Webber ordena que seus internos tratem seu empalamento. Owen acaba tratando-a e, depois que ele desiste de um emprego no hospital, a beija. Alex está irritado com Izzie depois que ele descobre que ela disse a Meredith que ela achava que ele estava mudando. Lexie fica arrasada quando descobre que George não tem sentimentos por ela. Rose apunhala acidentalmente Derek com um bisturi na palma da mão. Derek fica ainda mais frustrado quando Webber aceita os conselhos de tratamento de Owen sobre Derek's. Quando esse tratamento ameaça a vida do paciente, Callie congela até Erica ser capaz de encorajá-la a lembrar de sua pesquisa. Webber continua a empurrar uma linha dura de tentar salvar todos os pacientes e repreende Meredith quando ela é incapaz de fazê-lo. |              |                                             |                          |                          |                         |                     |
| 81 | 3            | "Here Comes the Flood"                      | Michael Pressman         | Krista Vernoff           | 9 de outubro de 2008    | 14.54               |
| Vazamentos de água aparecem no teto ao longo do piso cirúrgico do hospital, mas Webber está relutante em remover qualquer paciente até que as telhas do teto em uma sala de cirurgia caiam em um paciente durante uma cirurgia. Meredith encerra a terapia, explicando ao Dr. Wyatt que ela não precisa mais dela e que sua vida está bem como está. Webber realiza uma reunião com todos os médicos e explica o novo sistema de ensino. Após a reunião, ele sacode todos os casos dos médicos, tirando-os de suas antigas especialidades e colocando-os em novos. Alex se preocupa quando, durante a observação, o paciente quebra a política do hospital e fica ferido. As coisas pioram quando o paciente é eletrocutado durante uma tomografia computadorizada quando a água vaza na parte elétrica da máquina. Meredith trata uma garota borbulhante com câncer de fígado e fica arrasada quando se descobre que o câncer é pior do que parecia. Cristina ajuda Derek com um homem que está em constante dor, mas fica irritado quando Derek tenta usá-la para influenciar a opinião de Meredith. George tenta refazer seu exame, mas não consegue por causa de mais vazamentos de água. Derek tenta fazer Izzie e Alex saírem, o que leva Izzie a pedir a Cristina para alugar um apartamento com ela, mas Callie e Cristina supõem que ela está dando para eles. Erica explica a Callie por que ela não quer que Mark saiba sobre o relacionamento deles. |              |                                             |                          |                          |                         |                     |
| 82 | 4            | "Brave New World"                           | Eric Stoltz              | Debora Cahn              | 16 de outubro de 2008   | 14.57               |
| Meredith enlouquece quando Derek descobre o velho diário de sua mãe na casa. Callie se irrita enquanto se prepara para seu primeiro encontro com Erica. Meredith e George ajudam Erica com uma criança que recusa a cirurgia. As tensões ainda são altas entre Izzie e Alex e as coisas só pioram depois que Alex leva a paciente de Izzie. George descobre que ele passou no seu exame e agora é um residente, mas ele aborrece Lexie quando ele celebra com seus amigos em vez dela. Enquanto trabalha na clínica, Cristina descobre o departamento de dermatologia e percebe que é completamente diferente do mundo cirúrgico de alto estresse que ela conhece, mas quando ela passa muito tempo lá, ela acaba colocando em risco a vida de seu paciente. |              |                                             |                          |                          |                         |                     |
| 83 | 5            | "There's No 'I' in Team"                    | Randy Zisk               | Jenna Bans               | 23 de outubro de 2008   | 14.21               |
| Bailey orquestra uma enorme cirurgia simultânea de "domino" de 12 pessoas com seis transplantes de rim separados. Quando surge que um paciente está pagando outro por seu rim e outro descobre que seu marido está tendo um caso com um dos doadores, todas as cirurgias estão ameaçadas. Alex e Izzie compartilham um beijo. Depois de não desfrutar de sexo com Erica, Callie começa a evitá-la e vai até Mark para pedir conselhos. Lexie fica magoada quando ela não se torna uma das internas de George. Uma fenda se abre entre Meredith e Derek quando o ensaio clínico é publicado e é chamado de "método Shepherd" sem menção a ela. Após o sucesso de Derek, Mark se inspira para formar seu próprio ensaio clínico. |              |                                             |                          |                          |                         |                     |
| 84 | 6            | "Life During Wartime"                       | James Frawley            | Mark Wilding             | 30 de outubro de 2008   | 15.05               |
| O Dr. Owen Hunt retorna a Seattle Grace como o novo Chefe de Cirurgia do Trauma - parte do esforço de Webber para elevar o ranking # 12 do hospital - e funciona, restaurando o Seattle Grace como um Centro de Trauma Nível I. Owen usa tratamento pouco ortodoxo e métodos de ensino, esfregando Izzie, Derek, Mark e Cristina do jeito errado. Em consonância com seus esforços para elevar o ranking do hospital, Webber Bailey e Erica realizam uma ressecção do tumor considerada impossível por outros hospitais. George tem que lidar com as consequências entre ele e Lexie. Izzie fica irritada quando Alex pergunta se o novo relacionamento está aberto ou não. Depois de ser surpreendida pela franqueza de Erica sobre sua homossexualidade, Callie continua a dormir com Mark enquanto ela tenta descobrir quem ela realmente é. |              |                                             |                          |                          |                         |                     |
| 85 | 7            | "Rise Up"                                   | Joanna Kerns             | William Harper           | 6 de novembro de 2008   | 15.63               |
| Izzie enfrenta seu passado com Denny Duquette quando o paciente que deveria receber o coração que Denny recebeu é internado no hospital. Erica descobre a relação Denny / Izzie pela primeira vez e culpa Izzie pela condição atual do paciente. Enquanto conversava sobre a situação, Callie fica do lado de Izzie, levando Erica a dizer que Callie não pode ser "meio que" uma lésbica e depois ir embora. Bailey diz aos moradores sobre uma cirurgia a solo que um deles será capaz de realizar, criando uma competição entre eles. Todos os residentes querem praticar em pacientes, mas recebem um animatrônico. Quando Lexie se depara com um grupo de internos praticando procedimentos em si mesmos, ela arranja um grupo de cadáveres para eles, mas isso é absorvido pelos moradores. Owen fica descontente com a falta de empatia exibida pelos moradores enquanto eles tratam os pacientes. Enquanto isso, para tentar fazer com que Christina parasse de ligar para Meredith no meio da noite, Derek fala para Mark dormir com ela. Izzie começa a ver alucinações de Denny e não consegue descobrir por quê. Derek e Bailey estão preocupados quando seu paciente assina uma ordem de Não Ressuscitar, mas o par tem que ficar com o marido do paciente enquanto ele tenta ressuscitá-la depois que o coração dela parar. Esse episódio marca a saída da atriz Brooke Smith, que interpretava a Dra. Erica Hahn, personagem introduzida na segunda temporada. |              |                                             |                          |                          |                         |                     |
| 86 | 8            | "These Ties That Bind"                      | Eric Stoltz              | Stacy McKee              | 13 de novembro de 2008  | 15.59               |
| Sadie Harris (Melissa George), a melhor amiga de Meredith na faculdade, chega como interna de cirurgia no Seattle Grace Hospital, deixando Cristina com inveja de sua amizade especial. Um homem quer que seu coração transplantado seja removido por razões espirituais. Izzie continua a ver visões de Denny e Alex a vê lutando. Depois de ouvir as crenças do paciente sobre como guardar pertences dos mortos, Izzie pede a Alex para queimar o suéter de Denny. Os internos continuam praticando um no outro. Quando Cristina vê os ferimentos de Lexie, ela erroneamente assume que ela está se auto-magoando. Depois de conversar com Lexie, Meredith fica preocupada que Mark esteja sentindo sentimentos por ela e pede a Derek para dissuadi-lo dela. Quando Lexie recebe elogios por causa de um ponto que Webber presumiu que Cristina havia lhe ensinado, Cristina descobre as atividades dos internos e ordena que eles fechem tudo. Os médicos tentam tratar um homem que foi esmagado em uma lixeira, mas Derek e Mark colidir com Owen depois que ele concorda com as exigências do paciente para parar o tratamento. É revelado que Erica deixou seu emprego como chefe de cirurgia cardiotorácica no Seattle Grace Hospital e se afastou, deixando Callie devastada e Webber confuso. Em seu lugar, uma renomada cirurgiã do coração, à Dra. Virginia Dixon, é chamada, mas Bailey e Alex ficam preocupados com seu bem-estar mental. Quando Bailey manipula Dixon para seguir os desejos de um paciente, Dixon decide não retornar ao hospital. Cristina descobre que Callie e Erica estão namorando. |              |                                             |                          |                          |                         |                     |
| 87 | 9            | "In the Midnight Hour"                      | Tom Verica               | Tony Phelan & Joan Rater | 20 de novembro de 2008  | 15.74               |
| As visões de Denny de Izzie se tornam mais intensas; eles fazem sexo e discutem um com o outro. Os internos abrem Sadie para remover seu apêndice, mas quando as coisas ficam complicadas, eles precisam se aproximar de Cristina e Meredith para pedir ajuda. Quando Webber descobre sobre a operação do apêndice, as tensões se acendem entre Cristina e Meredith. A atmosfera entre Owen e Cristina se torna estranha após o beijo recente. Callie se torna uma paciente depois que seu nariz foi fraturado quando ela foi socada no rosto por um paciente que sofre de terrores noturnos graves, e Mark fica preocupado com a filha mais jovem do paciente. Alex tem que lidar com um paciente que precisa de um transplante fecal depois que ela ficou doente por se automedicar. George finalmente descobre os sentimentos de Lexie por ele, assim como Mark começa a desenvolver seus próprios sentimentos por ela. Bailey começa a questionar se ela quer continuar sendo um cirurgião geral. |              |                                             |                          |                          |                         |                     |
| 88 | 10           | "All By Myself"                             | Arlene Sanford           | Peter Nowalk             | 4 de dezembro de 2008   | 15.15               |
| Cristina é premiada com a primeira cirurgia solo entre os residentes, mas tem que renunciar a ela e escolher seu substituto. Mark realiza um procedimento de ponta para restaurar o discurso do paciente, impressionando Lexie no processo. Callie não consegue decidir se Sadie está flertando com ela ou apenas sendo amigável. Mark desesperadamente tenta tirar Lexie da cabeça dele. Depois de alguma sugestão de Sadie, Lexie o seduz e eles dormem juntos. Dixon retorna ao hospital e Webber atribui Cristina aos seus serviços, na esperança de que ela vai impressionar Dixon o suficiente para se tornar o novo chefe de cirurgia cardiotorácica. Um par de garotas adolescentes que não param de discutir aparece no E.R. depois de bater o carro de seus pais, irritando todos os médicos presentes. George começa a suspeitar que algo está errado com Izzie depois que ele a vê falando sozinha e descobre que ela não frequentou a clínica em semanas. Cristina e Owen compartilham outro beijo depois que ele a leva para a sala da caldeira para confortá-la por perder a cirurgia solo. |              |                                             |                          |                          |                         |                     |
| 89 | 11           | "Wish You Were Here"                        | Rob Corn                 | Debora Cahn              | 8 de janeiro de 2009    | 13.71               |
| Meredith e Cristina ainda estão em conflito um com o outro, mas, depois de refletir sobre seu passado com Sadie, Meredith é inspirada a tentar fazer as coisas certas. George tem uma jovem paciente que suspendeu sua vida porque continua sofrendo acidentes. Mark e Callie tentam lutar contra seus respectivos sentimentos por Lexie e Sadie, mas, depois de ver a paciente de George tomar o controle de sua vida após a cirurgia, Mark cede a seus sentimentos por Lexie. Enquanto Webber lamenta a morte súbita do cirurgião pediátrico do hospital, Bailey está descontente com a nova, a Dra. Arizona Robbins, enquanto eles discordam sobre o melhor curso de tratamento para um paciente com quem Bailey formou um vínculo emocional. Derek e Meredith discordam sobre o tratamento de um prisioneiro no corredor da morte. Izzie conta a Alex sobre Denny, mas fica desconcertado com sua falta de empatia em relação à situação. Primeira aparição da Dra. Arizona Robbins. |              |                                             |                          |                          |                         |                     |
| 90 | 12           | "Sympathy for the Devil"                    | Jeannot Szwarc           | Jenna Bans               | 15 de janeiro de 2009   | 12.95               |
| Derek ainda não aprova que Meredith mostre simpatia pelo prisioneiro no corredor da morte e as coisas pioram quando o prisioneiro oferece seus órgãos para o paciente de Bailey e Arizona. Alex está irritado com a aparente falta de empatia do Arizona quando os dois vão colher os órgãos de uma criança. Callie trata um homem baixo que passou por um procedimento arriscado por dois centímetros extras. Após a cirurgia, Mark dá um conselho a Callie depois de ouvir o quanto ela está com medo de se machucar novamente. Meredith está preocupada em conhecer a mãe de Derek (Tyne Daly) pela primeira vez, e Mark se preocupa que seu relacionamento com Lexie seja exposto. Owen pede a Cristina para sair, mas ele estraga a data depois de ficar bêbado após a mãe de Derek perguntar a ele sobre seu tempo no campo. Izzie termina com Denny. Alex pede a Izzie para conhecer seus pais. |              |                                             |                          |                          |                         |                     |
| 91 | 13           | "Stairway to Heaven"                        | Allison Liddi-Brown      | Mark Wilding             | 22 de janeiro de 2009   | 14.25               |
| Denny continua a aparecer para Izzie, apesar de ter terminado com ele e, como Izzie tenta descobrir por que ele ainda está lá, ela vem a perceber que ela está doente. Enquanto isso, os problemas em torno do paciente no corredor da morte ficam muito duros, enquanto o paciente de Bailey continua piorando, fazendo com que Bailey persuadisse Derek a parar de tratar o prisioneiro e Webber para tentar convencer a esposa de um paciente com morte cerebral a doar o marido. órgãos. Lexie fere Mark durante o sexo, levando a uma situação embaraçosa envolvendo Owen e Callie. Owen tenta fazer as pazes com Cristina após suas ações na noite anterior. Meredith e Cristina finalmente fazem as pazes depois que Meredith testemunha a morte do prisioneiro. |              |                                             |                          |                          |                         |                     |
| 92 | 14           | "Beat Your Heart Out"                       | Julie Anne Robinson      | William Harper           | 5 de fevereiro de 2009  | 15.20               |
| Bailey é promovida a assistir por Webber, mas, quando ela se encontra com outra criança-paciente, ela duvida seriamente de si mesma. Dixon e Arizona asseguram a Bailey que ela fará um bom cirurgião pediátrico. Webber trata um casal que tentou apimentar sua vida sexual. Derek se prepara para propor, mas adia a proposta quando recebe uma ligação de Addison. Dixon tem um colapso nervoso quando os pais da paciente tentam abraçá-la, fazendo com que Bailey e Cristina lhe dêem um tratamento especial. Owen e Cristina encontram-se envolvidos no namoro antiquado, mas as coisas tomam um rumo quando Owen vê alguém do seu passado. Arizona beija Callie depois de vê-la chateada. Meredith, Lexie e Callie tratam de um homem que foi acidentalmente atropelado por sua esposa grávida e simultaneamente tenta mantê-la calma para que o bebê não seja afetado. Izzie faz com que os internos, inconscientemente, façam testes nela, enquanto ela tenta descobrir o que há de errado com ela, mas Sadie confunde seus resultados com os de outro paciente. Lexie quer tornar seu relacionamento com Mark público, mas Mark confidencia a Callie que ele quer acabar com as coisas por respeito a Derek. |              |                                             |                          |                          |                         |                     |
| 93 | 15           | "Before and After"                          | Dan Attias               | Tony Phelan & Joan Rater | 12 de fevereiro de 2009 | 15.70               |
| Addison (Kate Walsh) chega com seu irmão Archer (Grant Show), que tem vermes em seu cérebro. Enquanto Addison está lá, ela descobre a verdade sobre Mark e Lexie. Cristina descobre o passado pré-iraquiano de Owen. Cristina e Webber tratam um homem que quer manter seu câncer em segredo de sua filha, que é ex-noiva de Owen. Bailey considera uma bolsa de cirurgia pediátrica. Izzie pede a ajuda dos participantes e seus colegas residentes em um jogo para aumentar a camaradagem entre os internos. George descobre que Sadie está por trás de suas habilidades e, quando ele a reporta para Webber, ela sai do programa. A paciente grávida de Meredith fica irritada quando descobre que sua cirurgia foi adiada por causa do irmão de Addison. Alex começa a suspeitar que algo está errado com Izzie quando ela começa a sentir miopia. Derek e Mark passam a noite relembrando seus dias de escola de medicina com Addison, Naomi Bennett e Sam Bennett. Este episódio começa um crossover com Private Practice que conclui-se com "Ex-Life". |              |                                             |                          |                          |                         |                     |
| 94 | 16           | "An Honest Mistake"                         | Randy Zisk               | Peter Nowalk             | 19 de fevereiro de 2009 | 15.39               |
| Addison, Meredith e Alex ficam preocupados com Derek quando ele planeja tomar medidas extremas para salvar a vida de um paciente. Cristina irrita uma médica sênior, Dra. Margaret Campbell, quando critica seus métodos tradicionais de tratamento. Quando Cristina encontra um problema mais sério com o paciente, ela relata Campbell por negligência. Callie é rejeitada pelo Arizona, que descobriu que Callie ainda está descobrindo sua sexualidade. Bailey tem dificuldade em obter uma carta de recomendação da Webber. Izzie recebe a notícia sobre seus resultados de testes falsos e investiga o assunto ainda mais. Derek e Mark entram em uma briga pública depois que Derek perde um paciente e Mark diz a ele que ele está vendo Lexie. |              |                                             |                          |                          |                         |                     |
| 95 | 17           | "I Will Follow You Into the Dark"           | James Frawley            | Jenna Bans               | 12 de março de 2009     | 13.54               |
| Depois de receber seus resultados de testes preocupantes, Izzie percorre os internos através do diagnóstico de "Paciente X". Depois de receber o diagnóstico, Izzie decide contar a Cristina sobre isso. Bailey e Meredith realizam uma cirurgia onde eles removem o estômago de uma mulher para protegê-la de uma forma muito agressiva de câncer de estômago que corre em sua família. Owen acidentalmente fere Cristina quando ela o assusta. Owen, Alex e Arizona tratam um jogador de banda de ensino médio para ataques, mas Alex e Arizona se chocam quando Alex suspeita que o paciente esteja sofrendo de algo diferente. Derek se recusa a trabalhar depois de matar o paciente do episódio anterior. Webber diz a Meredith que Derek estava planejando propor a ela na esperança de que isso a encorajasse a tentar trazer Derek de volta ao trabalho. Callie tenta se esconder do Arizona depois de sua rejeição, mas Arizona eventualmente a convida para sair em um encontro. Webber e Bailey continuam a se confrontar com Bailey, querendo entrar na cirurgia pediátrica, levando Adele a ir ao hospital para intervir. |              |                                             |                          |                          |                         |                     |
| 96 | 18           | "Stand By Me"                               | Jessica Yu               | Zoanne Clack             | 19 de março de 2009     | 14.36               |
| Izzie não quer lutar contra o tumor cerebral, apesar dos esforços de Cristina para ajudá-la. Isso começa a afetar o desempenho da cirurgia de Cristina, então ela diz a Bailey e Alex, que subsequentemente informam os outros, e Izzie é internada no hospital como paciente. Os cirurgiões estão todos ocupados se preparando para uma cirurgia de transplante facial e Meredith e George ficam irritados quando descobrem que não estão participando do procedimento. O par também tenta mediar uma luta entre dois internos causada por um triângulo amoroso. Bailey fica preocupada quando ela envia Callie e Owen para conversar com Derek e nenhum dos dois retorna. Webber enfatiza a ausência de Derek e como dissuadi-lo de desistir e Meredith se preocupa que Derek tenha deixado ela. Lexie cresce tentou dos outros internos fofocando sobre seu relacionamento com Mark. |              |                                             |                          |                          |                         |                     |
| 97 | 19           | "Elevator Love Letter"                      | Edward Ornelas           | Stacy McKee              | 26 de março de 2009     | 15.81               |
| Derek se prepara para a remoção do tumor cerebral de Izzie, enquanto a tensão do hospital aumenta, e Meredith, Cristina, Alex e George evitam Izzie antes de sua cirurgia. Owen tem outro episódio de TEPT que o leva a estrangular Cristina, o que a traumatiza e a leva a terminar com ele. Derek se oferece para ajudar Owen a superar seu PTSD. Alex e Lexie se desanimam com a ansiedade da família de um paciente para que o paciente morra. Callie está cheia de arrependimento por causa de sua animosidade anterior em relação a Izzie. George está ferido porque Izzie decidiu confiar em Cristina em vez dele. Alex começa a se culpar por não ter percebido os sintomas de Izzie mais cedo. Derek propõe a Meredith no elevador. |              |                                             |                          |                          |                         |                     |
| 98 | 20           | "Sweet Surrender"                           | Tony Phelan              | Sonay Washington         | 23 de abril de 2009     | 13.22               |
| Bailey aprende práticas de cortar o coração em pediatria. O pai de Callie (Héctor Elizondo) a visita no trabalho e, depois de saber de sua relação com o Arizona, tenta levá-la para casa (transferindo-a para outro hospital, em troca de uma doação ao hospital) e acaba não obtendo sucesso. Izzie faz quimioterapia quando começa a planejar o casamento de Derek e Meredith. Meredith fica chocada quando descobre que Derek escolheu Webber para ser seu padrinho. Alex está em apuros com Owen depois que um paciente tenta suicídio em seu relógio. Owen diz a George que sua especialidade é definitivamente a cirurgia do trauma. Derek e Mark continuam discutindo um com o outro após a luta, o que levou Lexie a ficar preocupada quando tiveram que tratar um paciente juntos. No entanto, o par consegue consertar as coisas quando Derek fica impressionado com as habilidades cirúrgicas de Mark. Owen começa a receber terapia do Dr. Wyatt para ajudar com seu PTSD. |              |                                             |                          |                          |                         |                     |
| 99 | 21           | "No Good at Saying Sorry (One More Chance)" | Tom Verica               | Krista Vernoff           | 30 de abril de 2009     | 13.94               |
| A mãe de Izzie vem visitá-la, mas Izzie rapidamente se irrita com ela. Izzie, em seguida, implora para Bailey mentir para sua mãe sobre os resultados do teste para que ela vá embora. Bailey faz isso e o plano funciona, mas Bailey então revela a Izzie que ela precisará de mais cirurgia. Callie está lidando com a perda de seu fundo fiduciário, que seu pai levou quando descobriu sobre seu relacionamento com o Arizona. Meredith e o pai de Lexie, Thatcher, aparecem. Ele está se recuperando e ficando sóbrio, mas Meredith não é capaz de perdoá-lo e é pego em drama com Webber sobre como lidar com um caso envolvendo um homem baleado por sua filha. Enquanto isso, Owen, George e Cristina tentam salvar o homem, mas Cristina fica irritada com a quantidade de atenção que Owen está dando a George. Mark ganha coragem para conhecer Thatcher. Mark e Callie tratam uma ambientalista que quebrou todos os seus membros depois de cair de uma árvore. |              |                                             |                          |                          |                         |                     |
| 100 | 22           | "What a Difference a Day Makes"             | Rob Corn                 | Shonda Rhimes            | 7 de maio de 2009       | 15.33               |
| Enquanto Meredith, Derek e todos os seus amigos se preparam para o grande casamento, um grupo de estudantes universitários, feridos em um acidente de carro enquanto se dirigiam para a cerimônia de formatura, são admitidos no pronto-socorro. Enquanto isso, Izzie teme o pior quando se descobre que ela tem outro tumor no cérebro. Owen tenta reavivar seu relacionamento com Cristina, Callie e Arizona brigam pela data anterior, e George descobre as conseqüências de ser um cirurgião de trauma. Meredith realiza sua primeira cirurgia solo, mas ela está irritada com as observações de Webber. Após a notícia do tumor cerebral de Izzie, Meredith decide dar sua cerimônia de casamento para Izzie e Alex. |              |                                             |                          |                          |                         |                     |
| 101 | 23           | "Here's to Future Days"                     | Bill D'Elia              | Allan Heinberg           | 14 de maio de 2009      | 15.58               |
| Izzie passa um tempo com um colega com câncer e pensa em passar por uma cirurgia de risco. Mark está pronto para levar seu relacionamento com Lexie para o próximo nível, pedindo-lhe para se mudar. Callie e Owen discutem sobre um paciente que deseja uma amputação de perna. A situação faz Owen reavaliar seu lugar no Seattle Grace, levando-o a visitar sua mãe pela primeira vez desde que voltou do Iraque. Depois de trabalhar no caso com Owen, George decide se juntar ao Exército. Webber tenta seduzir Bailey de volta à cirurgia geral com um novo equipamento sofisticado, que o leva a um conflito com o Arizona. Izzie passa por cirurgia depois de assinar um gráfico DNR. |              |                                             |                          |                          |                         |                     |
| 102 | 24           | "Now or Never"                              | Rob Corn                 | Debora Cahn              | 14 de maio de 2009      | 17.12               |
| Izzie finalmente acorda da cirurgia, apenas para que todos percebam que sua memória de curto prazo foi ruim. Isso preocupa Alex a um ponto em que ele grita com ela, apenas para que ela lembre de tudo o que ele disse. Arizona oferece Bailey the Peds fellowship, mas Bailey se esforça para aceitá-lo depois Tucker ameaça deixá-la se ela aceita. Notícias se espalham sobre George se juntar ao Exército. Os médicos (exceto Izzie) concentram-se com um "João Ninguém" que pulou na frente de um ônibus para salvar a vida de uma mulher. Derek e Meredith planejam ir à prefeitura para se casar, apenas para estarem tão ocupados que têm que escrever seus votos em um post-it. Depois de receber conselhos de Meredith, Cristina diz a Owen que o ama e se reúne com ele. Mark tenta evitar Lexie depois que ela rejeita sua proposta de morar juntos. Bailey e Callie organizam uma intervenção para convencer George a se juntar ao Exército. Arizona e Callie discutem sobre a decisão de George de se juntar ao Exército quando o Arizona é favorável a ele. Quando "João Ninguém" escreve "0-0-7" na mão de Meredith, ela percebe que o paciente é George. Izzie perde a consciência novamente. Esse episódio marca a saída do ator T.R. Knight que interpretava o Dr. George O'Malley, personagem introduzido na primeira temporada. |              |                                             |                          |                          |                         |                     |

## Audiência
| № na série | № na temporada | Episódio                                    | Exibição                | Horário            | Rating/Share (18–49) | Audiência (em milhões) |
| ---------- | -------------- | ------------------------------------------- | ----------------------- | ------------------ | -------------------- | ---------------------- |
| 79         | 1              | "Dream a Little Dream of Me (Parte 1)"      | 25 de setembro de 2008  | Quinta-feira 21:00 | 7.2/17               | 18.30                  |
| 80         | 2              | "Dream a Little Dream of Me (Parte 2)"      | 25 de setembro de 2008  | Quinta-feira 21:00 | 7.6/19               | 18.32                  |
| 81         | 3              | "Here Comes the Flood"                      | 9 de outubro de 2008    | Quinta-feira 21:00 | 5.6/13               | 14.54                  |
| 82         | 4              | "Brave New World"                           | 16 de outubro de 2008   | Quinta-feira 21:00 | 5.9/14               | 14.57                  |
| 83         | 5              | "There's No 'I' in Team"                    | 23 de outubro de 2008   | Quinta-feira 21:00 | 5.4/13               | 14.21                  |
| 84         | 6              | "Life During Wartime"                       | 30 de outubro de 2008   | Quinta-feira 21:00 | 5.6/14               | 15.05                  |
| 85         | 7              | "Rise Up"                                   | 6 de novembro de 2008   | Quinta-feira 21:00 | 6.0/14               | 15.63                  |
| 86         | 8              | "These Ties That Bind"                      | 13 de novembro de 2008  | Quinta-feira 21:00 | 5.9/14               | 15.59                  |
| 87         | 9              | "In the Midnight Hour"                      | 20 de novembro de 2008  | Quinta-feira 21:00 | 6.2/15               | 15.74                  |
| 88         | 10             | "All By Myself"                             | 4 de dezembro de 2008   | Quinta-feira 21:00 | 5.5/14               | 15.15                  |
| 89         | 11             | "Wish You Were Here"                        | 8 de janeiro de 2009    | Quinta-feira 21:00 | 5.2/12               | 13.71                  |
| 90         | 12             | "Sympathy for the Devil"                    | 15 de janeiro de 2009   | Quinta-feira 21:00 | 5.3/12               | 12.95                  |
| 91         | 13             | "Stairway to Heaven"                        | 22 de janeiro de 2009   | Quinta-feira 21:00 | 5.6/14               | 14.25                  |
| 92         | 14             | "Beat Your Heart Out"                       | 5 de fevereiro de 2009  | Quinta-feira 21:00 | 5.8/14               | 15.20                  |
| 93         | 15             | "Before and After"                          | 12 de fevereiro de 2009 | Quinta-feira 21:00 | 6.0/14               | 15.70                  |
| 94         | 16             | "An Honest Mistake"                         | 19 de fevereiro de 2009 | Quinta-feira 21:00 | 5.9/14               | 15.39                  |
| 95         | 17             | "I Will Follow You Into the Dark"           | 12 de março de 2009     | Quinta-feira 21:00 | 5.0/12               | 13.54                  |
| 96         | 18             | "Stand By Me"                               | 19 de março de 2009     | Quinta-feira 21:00 | 4.9/12               | 14.36                  |
| 97         | 19             | "Elevator Love Letter"                      | 26 de março de 2009     | Quinta-feira 21:00 | 5.5/13               | 15.81                  |
| 98         | 20             | "Sweat Surrender"                           | 23 de abril de 2009     | Quinta-feira 21:00 | 4.9/13               | 13.22                  |
| 99         | 21             | "No Good at Saying Sorry (One More Chance)" | 30 de abril de 2009     | Quinta-feira 21:00 | 5.1/13               | 13.94                  |
| 100        | 22             | "What a Difference a Day Makes"             | 7 de maio de 2009       | Quinta-feira 21:00 | 5.3/14               | 15.33                  |
| 101        | 23             | "Here's to Future Days"                     | 14 de maio de 2009      | Quinta-feira 21:00 | 5.5/15               | 15.58                  |
| 102        | 24             | "Now or Never"                              | 14 de maio de 2009      | Quinta-feira 21:00 | 6.2/17               | 17.12                  |

## Lançamento em DVD
A quinta temporada foi lançada nos Estados Unidos em 15 de setembro de 2009, com um conjunto de box de DVD com sete discos na Região 1, com o título Grey's Anatomy: The Complete Fifth Season – More Moments. Cada um desses lançamentos também continha extras de DVD, incluindo cenas dos bastidores, cenas deletadas e episódios prolongados. O mesmo conjunto foi lançado em 4 de novembro de 2009 na Região 4 e em 23 de agosto de 2010 na Região 2.
| Grey's Anatomy: The Complete Fifth Season – More Moments |                        |                        | | | | | | |
| Capa do DVD                                              | Capa do DVD            | Capa do DVD            | Detalhes do conjunto                                                                                  | Detalhes do conjunto                                                                                  | Detalhes do conjunto                                                                                  | Características especiais | Características especiais | Características especiais |
|                                                          |                        |                        | - 24 episódios (1 prolongado) - 7 discos - Inglês (Dolby Digital 5.1 Surround) - Comentários em áudio | - 24 episódios (1 prolongado) - 7 discos - Inglês (Dolby Digital 5.1 Surround) - Comentários em áudio | - 24 episódios (1 prolongado) - 7 discos - Inglês (Dolby Digital 5.1 Surround) - Comentários em áudio | - Dissecando Grey's Anatomy - Cenas Não Transmitidas - Ponto a Ponto: Cenas Deletadas da Quinta Temporada - 100.º Episódio: Contos da Sala de Operações - Um Olhar nos Bastidores de seu Programa Favorito - Enviado do Céu - O Ator Jeffrey Dean Morgan Fala sobre a Popularidade de Denny Duquette | - Dissecando Grey's Anatomy - Cenas Não Transmitidas - Ponto a Ponto: Cenas Deletadas da Quinta Temporada - 100.º Episódio: Contos da Sala de Operações - Um Olhar nos Bastidores de seu Programa Favorito - Enviado do Céu - O Ator Jeffrey Dean Morgan Fala sobre a Popularidade de Denny Duquette | - Dissecando Grey's Anatomy - Cenas Não Transmitidas - Ponto a Ponto: Cenas Deletadas da Quinta Temporada - 100.º Episódio: Contos da Sala de Operações - Um Olhar nos Bastidores de seu Programa Favorito - Enviado do Céu - O Ator Jeffrey Dean Morgan Fala sobre a Popularidade de Denny Duquette |
| Datas de lançamento                                      |                        |                        | | | | | | |
| Região 1                                                 | Região 1               | Região 1               | Região 2                                                                                              | Região 2                                                                                              | Região 2                                                                                              | Região 4 | Região 4 | Região 4 |
| 15 de setembro de 2009                                   | 15 de setembro de 2009 | 15 de setembro de 2009 | 23 de novembro de 2010                                                                                | 23 de novembro de 2010                                                                                | 23 de novembro de 2010                                                                                | 4 de novembro de 2009 | 4 de novembro de 2009 | 4 de novembro de 2009 |